# Unidad de cuidados intensivos geriátricos
Una unidad de cuidados  intensivos geriática es una unidad de vigilancia intensiva especial dedicada a las personas mayores críticamente enfermas.

## Origen
Las unidades de vigilancia intensiva geriátrica surgieron debido a que la población mundial está envejeciendo.  La medicina geriátrica es distinta de la medicina de adultos o pediátrica, especialmente en relación con los enfermos críticos. La medicina geriátrica no fue incluida en el currículo de los pregraduados o en la formación médica posgrado, hasta tiempos recientes. Por ello, no todos los médicos de cuidados críticos están orientados a las necesidades concretas de pacientes geriátricos, aunque esto está cambiando a grandes pasos. A pesar del hecho de que muchos pacientes críticamente enfermos son cada vez más ancianos, la formación de algunos equipos de cuidados críticos todavía carece de un foco geriátrico.
Los mayores admitidos en las unidades de vigilancia intensiva pueden adolecer de infecciones severas, como MRSA, coronavirus o infecciones fúngicas sistémicas y puede necesitar analgesia post-operatoria especial. Las personas con edad de 75+ años,  pueden necesitar valoración mediante instrumentos especiales, para prever su pronóstico de UVI. Una frase lo resume todo  "las UCIs geriáticas son el futuro".

## Distribución mundial
Las unidades de cuidados geriátricos están presentes en Japón, Estados Unidos, China, Egipto, Francia, Italia, Polonia, e India.

## Entrenamiento y programas de educación
Los médicos se están preparando en medicina geriátrica y medicina de cuidados críticos.
Los enfermeros reciben formación especial en cuidados críticos de ancianos en su formación básica, formación adelantada y clínica.

## Ventilatores

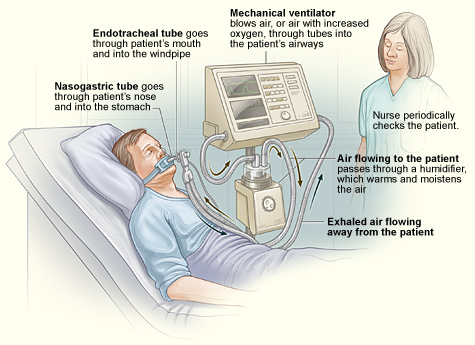

Un ventilador geriátrico es una máquina que proporciona ventilación mecánica moviendo el aire respirable hacia dentro y hacia fuera de los pulmones, para facilitar la respiración a un  paciente geriátrico que es físicamente incapaz de respirar, o que respira insuficientemente.

### Ventilatores de fuente abierta
Un ventilador geriátrico de abiertor utiliza hardware de fuente abierta. Son muy valorados para la pandemia de covid19.